# Guiuan

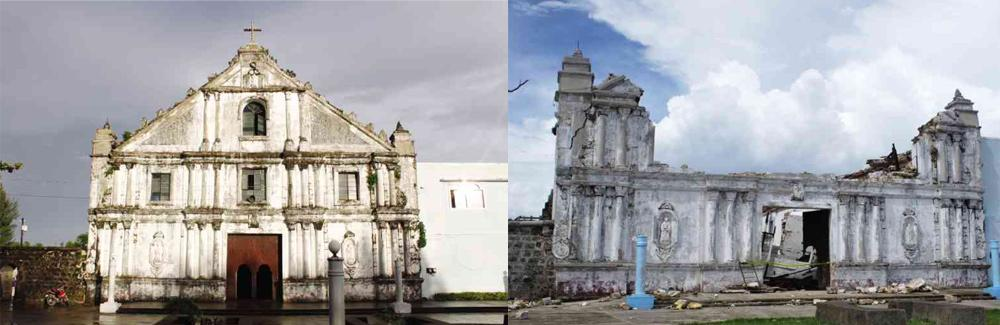
Kirche Inmaculada Concepción vor und nach der Zerstörung 1913

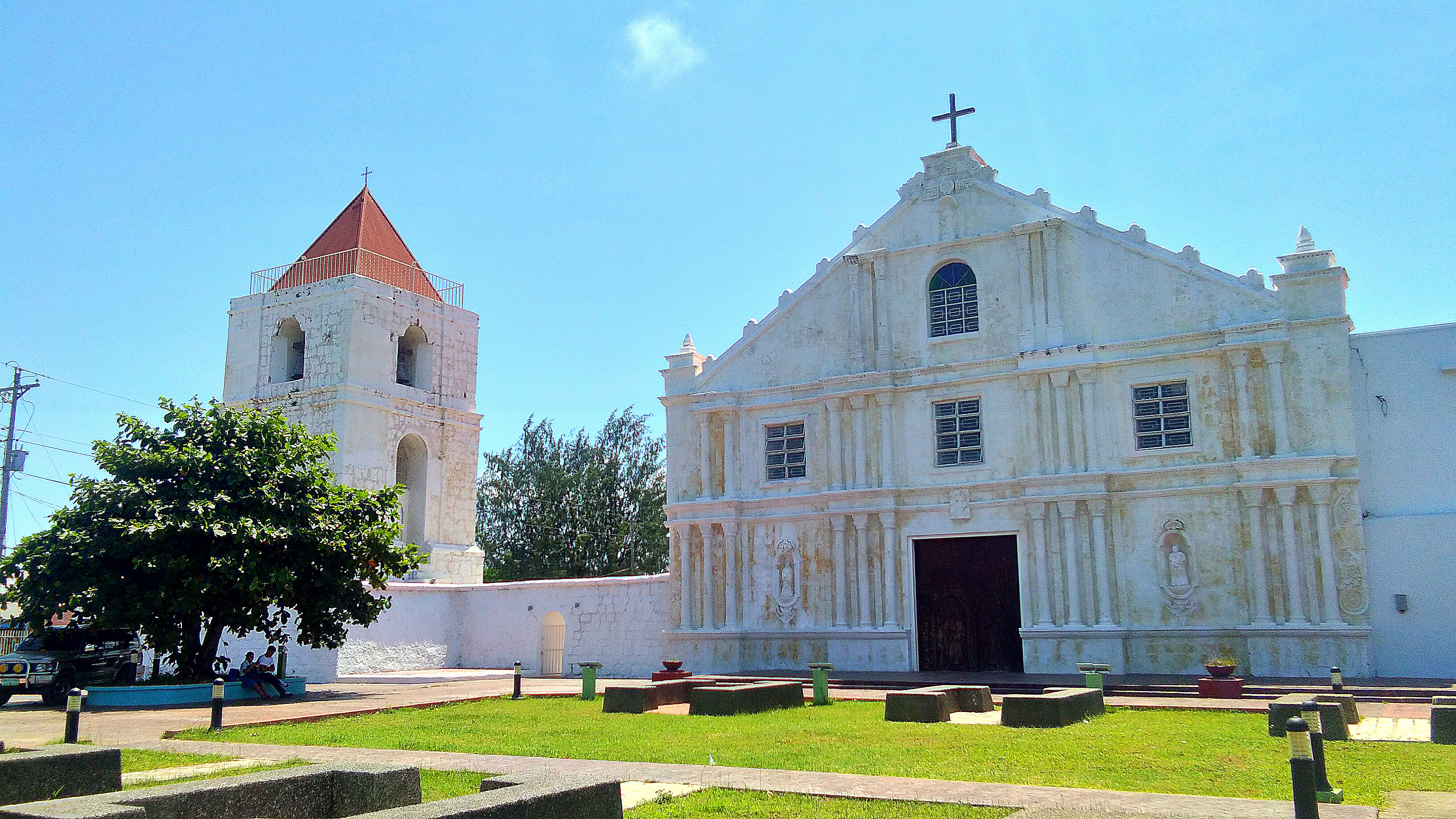
Kirche Inmaculada Concepción 2019 nach dem Wiederaufbau

Guiuan ist eine philippinische Stadtgemeinde in der Provinz Eastern Samar. Am 8. November 2013 zerstörte der Taifun Haiyan nahezu die gesamte Stadt.

## Geografie
Die Stadtgemeinde Guiuan liegt an der Südspitze der Insel Samar. Sie grenzt im Norden an die Stadtgemeinde Mercedes, im Osten an den Pazifischen Ozean, im Süden an die Straße von Surigao und im Westen an den Golf von Leyte.
Rund um Guiuan liegen zahlreiche Inseln und Inselchen wie Tubabao, Calicoan, Sulangan, Homonhon und Suluan. 
Guiuan liegt 109 Kilometer südlich von Borongan und 154 Kilometer von Tacloban City entfernt. 

### Baranggays
Guiuan ist politisch in 60 Baranggays unterteilt. Die Mehrzahl der 60 Baranggays sind Inselbaranggays.
| - Alingarog - Bagua - Banaag - Banahao - Baras - Barbo - Bitaugan - Bungtod - Bucao - Buenavista - Cagdara-o - Cagusu-an - Camparang - Campoyong - Cantahay - Casuguran - Cogon - Culasi - Poblacion Ward 10 - Poblacion Ward 9-A | - Gahoy - Habag - Hamorawon - Inapulangan - Poblacion Ward 4-A - Lupok (Pob.) - Mayana - Ngolos - Pagbabangnan - Pagnamitan - Poblacion Ward 1 - Poblacion Ward 2 - Poblacion Ward 11 - Poblacion Ward 12 - Poblacion Ward 3 - Poblacion Ward 4 - Poblacion Ward 5 - Poblacion Ward 6 - Poblacion Ward 7 - Poblacion Ward 8 | - Poblacion Ward 9 - Salug - San Antonio - San Jose - San Pedro - Sapao - Sulangan - Suluan - Surok - Taytay - Timala - Trinidad - Victory Island - Canawayon - Dalaragan - Hagna - Hollywood - San Juan - Santo Niño - Tagporo |

Anmerkung: Población (spanisch für Population) bezeichnet auf den Philippinen mehrere im Zentrum einer Stadtgemeinde liegende Barangays.

## Geschichte
Als Ferdinand Magellan 1521 die Philippinen entdeckte, wird angenommen, dass er zuerst am 16. März auf der Insel Homonhon landete. 
In der Gemeinde wurde im 18. Jahrhundert die Kirche der La Inmaculada Concepcion errichtet, die seit 2006 auf der Vorschlagsliste der Philippinen zur Aufnahme in die Welterbeliste der UNESCO steht.
Während des Zweiten Weltkriegs flohen die Einwohner in die Berge als einige japanische Soldaten am 28. Juni 1943 in den Ort kamen. Die japanische Besatzung des Orts stellte sich aber als nicht so brutal wie befürchtet heraus. In der Folge kehrten die Geflohenen in den Ort zurück.
1944 landeten US-Truppen auf der Insel Suluan, wo es zur ersten Schlacht während der Rückeroberung der Philippinen kam, drei Tage bevor General Douglas MacArthur die an den Stränden von Leyte landete.
Während des Zweiten Weltkriegs wurde Guiuan von den Amerikanern als Militärbasis genutzt. Heute sind davon nur noch Betonplatten erhalten, die einst als Fundament eines riesigen Versorgungslager dienten, sowie die Start- und Landebahn, die heute noch teilweise als Flugplatz genutzt wird.
Der Ortsname leitet sich von der geografischen Lage des Orts ab. Die ersten Siedler nannten den Ort Guibang, was die abrupte Unterbrechung der nahen Gebirgskette an dieser Stelle bezeichnet. Nach und nach änderte sich der Name in Guiuan.
Die ersten Anzeichen der bevorstehenden Rückeroberung durch die US-Amerikaner, waren U-Jagd-Boote der US Navy, die am 27. November 1944 im Hafen von Guiuan zu Aufklärungszwecken kreuzten. Am 1. Dezember 1944 landete eine Flotte aus LCTs, Liberty-Frachtern und Leichtern in der Bucht von Guiuan an, um Kriegsmaterial an Land zu bringen. In der Folge wurde Guiuan einer der größten Flottenstützpunkte in Fernost in jener Zeit.
Am 10. November 1978 wurde die Proklamation Nr. 1801 erlassen, in der Guiuan zur Tourismuszone und Meeresschutzgebiet unter der Verwaltung und Kontrolle der Philippine Tourism Authority (PTA) erklärt wurde.
Am 8. November 2013 war Guiuan die erste Stadt, die direkt im Weg des zerstörerischen Taifuns Haiyan lag. Guiuan war mehrere Tage von der Außenwelt abgeschnitten, bis eine C-130 Transportmaschine des philippinischen Militärs Hilfsgüter und Truppen in die völlig zerstörte Stadt brachte.

## Bevölkerungsstruktur
Beim Zensus 2000 wurden 38.694 Einwohner gezählt. Guiuan ist somit die Gemeinde mit der zweithöchsten Einwohnerzahl in der Provinz Eastern Samar und hat mit 220 Einwohnern pro Quadratkilometer die höchste Bevölkerungsdichte. 

### Sprachen
97,7 % der Einwohner sprechen Waray-Waray, weniger als 3,0 % sprechen Cebuano, Tagalog und Boholano. Ein hoher Prozentsatz der Bevölkerung kann jedoch Englisch sprechen.

## Wirtschaft und Infrastruktur
Die Fischerei ist ein wichtiger Wirtschaftszweig und die Küstengewässer sind reich an Fisch und Meeresressourcen.
38,2 % der Gemeindefläche sind landwirtschaftlich genutzt. Der größte Teil dieser Fläche ist mit Kokosnussbäumen bepflanzt. Andere wichtige Felderzeugnisse sind Gemüse, Wurzelfrüchte, Palay, Mais und Bananen.
Das Stadtgemeindegebiet ist ebenfalls reich an mineralischen Ressourcen. Die geschätzten Reserven an Bauxit, Nickel und Titanomagnetit summieren sich auf 26,7 Mio. Tonnen.

### Verkehr
Guiuans Flughafen hat eine 2,8 Kilometer lange Start- und Landebahn, die von leichten Privatflugzeugen, Frachtflugzeugen und Militärflugzeugen benutzt wird. 
Guiuan hat außerdem einen kommunalen und nationalen Hafen.
2004 waren 37 von 60 Baranggays von der Eastern Samar Electric Cooperative (ESAMELCO) mit Elektrizität versorgt. Die Inselbaranggays werden durch Generatoren in Privatbesitz oder durch Generatoren betrieben vom Baranggay-Rat mit Elektrizität versorgt.

### Öffentliche Finanzen
Guiuan war 2003 als Stadtgemeinde der 4. Einkommensklasse (3. Einkommensklasse im Jahr 2004) klassifiziert. Das gesamte Finanzaufkommen der Stadtgemeinderegierung betrug 33,5 Mio. Philippinische Pesos. Die Internal Revenue Allotment (IRA) hatte einen Anteil von 96,1 % davon.